# Victoria Aveyard
Victoria Aveyard (* 27. Juli 1990 in East Longmeadow, Massachusetts) ist eine US-amerikanische Autorin für Jugendbücher.

## Leben
Aveyard schloss ihr Studium mit einem Bachelor of Fine Arts 2012 an der University of Southern California ab. Sie veröffentlicht Romane in bisher zwei Reihen, die auch in deutscher Sprache verlegt werden. Bei der Die Farben des Blutes-Reihe handelt sich um eine Dystopie, die in einer entfernten, postapokalyptischen Zukunft im nordamerikanischen Nordosten spielt. Es existieren feudale Herrschaftsstrukturen, wobei die brutal herrschende Elite aus sogenannten Silvers (Silbernen) besteht, die über übernatürliche Kräfte verfügen. Es folgte die Realm Breaker-Reihe.

## Preise und Auszeichnungen
- 2015: Buxtehuder Bulle für Die Farben des Blutes: Die rote Königin.[1][2]

## Werke
Die Farben des Blutes
- Band 1: Die rote Königin. Carlsen, Hamburg 2015, ISBN 978-3-551-58326-0. (Im englischen Original: Red Queen. 2015.)
- Band 2: Gläsernes Schwert. Carlsen, Hamburg 2016, ISBN 978-3-551-58327-7 (Im englischen Original: Glass Sword. 2016.)
- Band 3: Goldener Käfig. Carlsen, Hamburg 2017, ISBN 978-3-551-58328-4 (Im englischen Original: King's Cage. 2017.)
- Band 4: Wütender Sturm. Carlsen, Hamburg 2018, ISBN 978-3-551-58381-9.  (Im englischen Original: War Storm. 2018.)
- Band 5: Zerschlagene Krone. Carlsen, Hamburg 2020, ISBN 978-3-551-58414-4. (Im englischen Original: Broken Throne. 2019.)

Breaker
- Band 1: Das Reich der Asche. Penhaligon, München 2021, ISBN 978-3-7645-3270-3. (Im englischen Original: Realm Breaker. 2021.)
- Band 2: Das Reich der Klingen. Penhaligon, München 2022, ISBN 978-3-7645-3274-1. (Im englischen Original: Blade Breaker. 2022.)
- Band 3: Das Reich der Spindeln. Blanvalet, München 2025, ISBN 978-3-7341-6426-2. (Im englischen Original: Fate Breaker. 2025.)